# Fort VII Twierdzy Modlin

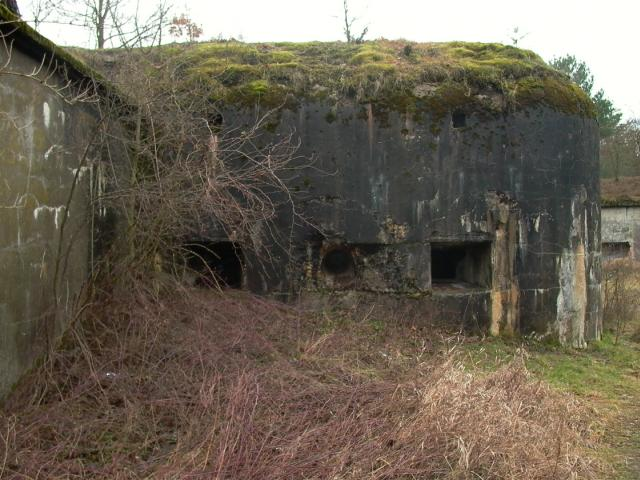
Fort VII: kojec skarpowy

Fort VII (Fort Cybulice) – jeden z fortów Twierdzy Modlin, wzniesiony w ramach budowy pierwszego pierścienia fortów w latach osiemdziesiątych XIX wieku, w późniejszym okresie zmodernizowany.
Fort znajduje się lesie koło miejscowości Cybulice Małe. W wyniku kolejnych modernizacji stał się jednym z najnowocześniejszych obiektów twierdzy. Nie zamontowano jednak na nim planowanych pancerzy, prócz jednej kopuły obserwacyjnej, zniszczonej w roku 2004. Fort posiadał koszary szyjowe, dwa tradytory międzypól, kaponierę przeciwskarpową, kojec na styku czoła i barku, kaponierę szyjową oraz schrony pogotowia na wale. Obiekty łączył system potern. Fort znajduje się obecnie na terenie wojskowym pod zarządem Stołecznym Zarządem Infrastruktury.  

## Linki zewnętrzne

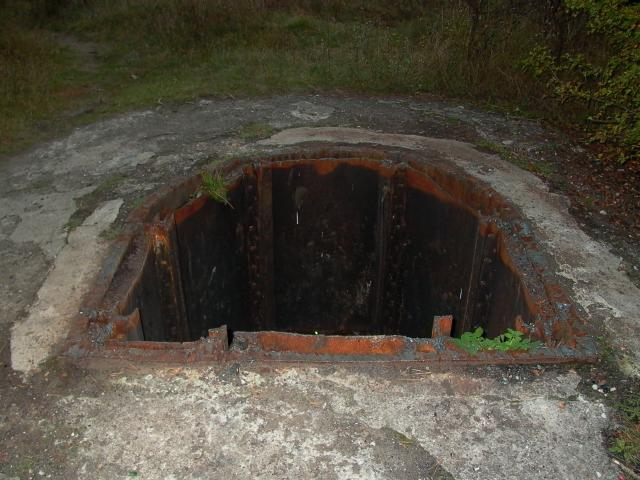
Fort VII: miejsce po zniszczonej w 2004 roku unikalnej kopule obserwacyjnej

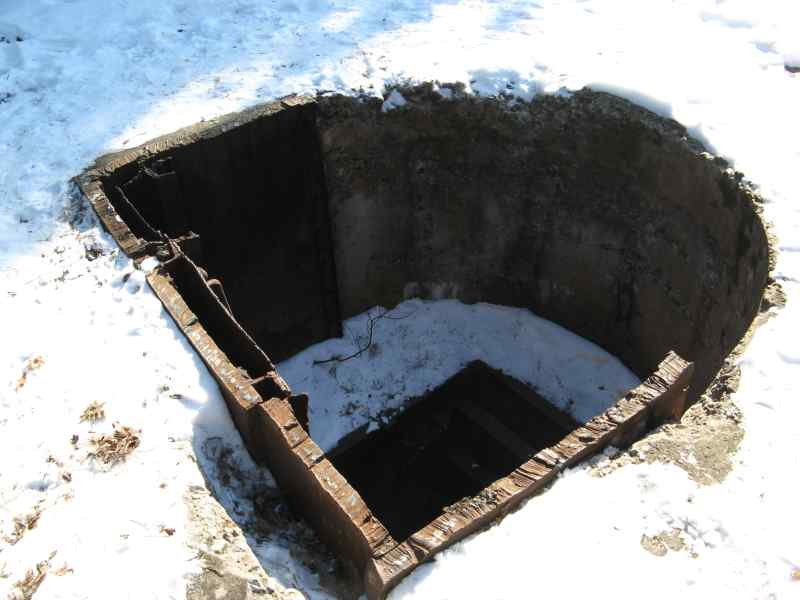
Fort VII: miejsce po pancernej kopule obserwacyjnej; stan z marca 2011, widać dalsze zniszczenia, usunięcie płyt pancernych